# 普罗旺斯地区艾克斯区
普罗旺斯地区艾克斯区（法語：arrondissement d'Aix-en-Provence）是法国罗讷河口省所辖的一个区。总面积1657.5平方公里，总人口452978，人口密度273人/平方公里（2018年）。主要城镇为普罗旺斯地区艾克斯。

## 辖区
普罗旺斯地区艾克斯区辖有48个市镇。